# Ókori Mediterráneum

## Égeikum
Az első jelentős kultúra Krétán alakult ki, a Minoszi kultúra. Ez közel 500 évig tartott, amely hatalmas épületekben és még pompásabb palotákban teljesedett ki. A városok központi szereppel bírtak, melyek révén a falvak, birtokok is részesedtek a kereskedelmi kapcsolatokból. A krétai kereskedelem igen élénk volt, amely kapcsolatot tartott fenn az egész vidékkel, a szárazföldekkel, Egyiptommal, Anatóliával. A kultúra legszebb emléke maga a minoszi palota lett. 
Minosz hirtelen tűnt el, tűzvész pusztította el. Hogy természeti katasztrófa vagy ellenség, erről ma még vita folyik. Annyi biztos, hogy a kultúra lehanyatlott és megjelent a másik nagy Görög kultúra, a mükénéi civilizáció. Ez az erős katonai hatalom bevonult Krétára. Talán ekkor már romokban hevert a kultúra, mindenesetre elfoglalta a minoszi vívmányokat és magáévá tette azokat. Leginkább a központosított irányítási rendszereket és létrehozta a maga központosított hatalmi bázisát. 
De a mükénéi civilizáció sem élt sokáig Krétán, 150 év múlva a főváros elpusztult. Ez után azonban a kultúra tovább virágzott a görög szárazföldön. Ekkor alakultak ki a Görög városállamok előhírnökei. Hatalmas védőgátakat, falakat emeltek. Aztán valószínűleg ismét természeti katasztrófa miatt ezek a városok is hanyatlani kezdtek. Régészeti kutatások azt bizonyították, hogy több várost földrengés pusztított el. 
Mintegy 400 év telt el a mükénéi civilizáció óta, amikor a görög kultúra új erőre kapott. Növekedett a lakosság, megindult a gyarmatosítás a nyugati területek felé. Szinte egyszerre a Föniciaiakkal, akik a déli területek felett tartottak ellenőrzést, míg a görög hajók az északi területeken váltak mindennapos látvánnyá. Eljutottak Itália, Hispánia, Dél-Franciaország, a Fekete-tenger partvidékére. Mindenhol városokat, kereskedelmi központokat hoztak létre. Kialakultak a városállamok rendszerei.
Aztán elindultak a háborúk. Perzsia többször próbálta elfoglalni ill. megdönteni ezeket a területeket, de mindhiába. A harcokban kitűnnek a híres harcosok legendái, az athéni társadalom ideái. E kor másik meghatározó hatalma a katonai Spárta volt. Mai szemmel kegyetlen civilizációt hoztak létre, amelyben a gyengének el kellett pusztulni, csak erős maradhatott meg. Még saját csecsemőiket is megölték, ha a társadalomra erőtlennek találták. 
Aztán letűnt ez a kor is. Végül megjelent Nagy Sándor, aki Macedónia királya lett. Apját, II. Philipposzt meggyilkolták, ekkor mindössze 19 éves volt. 21 évesen pedig már sikeres hadjáratokat vezetett a perzsák ellen. Meghódította Anatoliát, majd Egyiptomot. Itt alapította meg az első várost, Alexandriát, amelyet magáról nevezett el. Később számos várost alapított, amelyek az ő nevét viselték. Kis idő múlva kelet felé fordult, ahol döntő csatában legyőzte a perzsa királyt és bekebelezte egész Perzsiát. Ezután hadjáratokat indított kelet felé, amelyek révén eljutott egészen Indiáig. Halála után a birodalma négy részre szakadt. Egyik birodalom sem maradt fenn sokáig.

## Hettita Birodalom
Közép-Anatolia területein fejlődött ki ez a nagy birodalom, amely erős katonai állammá lett. A városállam Kr. e. 1600 körül jött létre, amikor erejét kihasználva fontos kereskedelmi központokat vett birtokba. Bár eleinte sok baj volt a birodalom belső vezetésében, a kudarcokon túljutva 1300 körül újabb hadjáratokat indítva újabb területeket szereztek Anatoliában és Észak-Sziriában.